# Lista de jogos eletrônicos da Valve Corporation

Logotipo da Valve Corporation

Esta é a lista de jogos eletrônicos da Valve Corporation, uma desenvolvedora e publicadora de jogos eletrônicos norte-americana fundada em 1996 por Gabe Newell e Mike Harrington. A empresa está atualmente sediada em Bellevue, Washington. O primeiro trabalho desenvolvido pela Valve foi Half-Life, um jogo de tiro em primeira pessoa lançado em 1998. Tal jogo recebeu aclamação universal e vendeu mais de 9 milhões de unidades no varejo. Com o lançamento da Half-Life, a Valve também lançou ferramentas de desenvolvimento que permitissem que a comunidade de jogadores criassem conteúdos extras e modificações dos seus jogos. A empresa eventualmente contratou os criadores dos modificações mais populares, como o Counter-Strike, que tornou-se o jogo multijogador de tiro em primeira pessoa mais popular da década seguinte.
A Valve continuou sua tendência de desenvolver predominantemente jogos eletrônicos em primeira pessoa nos anos 2000 e obteve uma série de lançamentos de sucesso tanto em críticas quanto em vendas. Em 2004, eles lançaram a aguardada sequência Half-Life 2 através de seu próprio serviço de distribuição digital, o Steam. O jogo vendeu mais de 10 milhões de cópias e foi aclamado pela crítica especializada. A Valve lançou dois episódios subsequentes para Half-Life 2 e depois colocou ambos os jogos juntamente com o jogo de quebra-cabeças Portal e o jogo de tiro multijogador Team Fortress 2 em uma compilação intitulada The Orange Box. No final de 2008, as vendas em varejo combinadas das séries Half-Life, Counter-Strike e a The Orange Box haviam ultrapassado a marca de 32 milhões de unidades vendidas. Newell também previu que as vendas digitais dos jogos da Valve acabariam excedendo as vendas no varejo, uma vez que o Steam continuou crescendo exponencialmente. No inicio do ano 2008, a Valve lançou um novo jogo de tiros em primeira pessoa com temática de zumbis focados na jogabilidade cooperativa com Left 4 Dead, lançando o segundo jogo Left 4 Dead 2 no ano seguinte. A empresa continuou lançando jogos multijogadores com os lançamentos de Counter-Strike: Global Offensive e Dota 2, sendo que ambos possuem grandes comunidades de eSports promovidas pela Valve. Durante a década de 2010, a Valve concentrou-se em apoiar seus títulos multijogadores estabelecidos com esporádicas atualizações de conteúdo.E no fim da mesma década, a Valve começou a investir em realidade virtual desenvolvendo jogos e outros softwares que fazem uso desta tecnologia, sendo o Half-Life: Alyx o primeiro jogo de grande porte da desenvolvedora a empregar esse estilo.
A Valve é considerada uma das empresas mais importantes e influentes na indústria dos jogos. A receptividade dos seus títulos, juntamente com a criação do Steam, levou alguns tabloides a listarem a Valve como uma das principais desenvolvedoras de jogos eletrônicos de todos os tempos, e a empresa mais poderosa em jogos para computadores. Em 2013, Newell recebeu um prêmio BAFTA Fellowship do Comitê de Jogos BAFTA reconhecendo o impacto que a Valve teve na indústria de jogos com a produção de franquias de jogos que foram sucessos comerciais e de críticas.

## Jogos
| Título | Detalhes |
| --- | --- |
| Half-Life Data(s) de lançamento original(is): AN: 19 de novembro de 1998 EU: 27 de novembro de 1998 JP: 14 de julho de 2000                 | Ano(s) de lançamento por plataforma: 1998 – Microsoft Windows 2001 – PlayStation 2 2013 – Linux, OS X |
| Half-Life Data(s) de lançamento original(is): AN: 19 de novembro de 1998 EU: 27 de novembro de 1998 JP: 14 de julho de 2000                 | Notas: - Primeiro jogo desenvolvido pela Valve - Jogo de tiro em primeira pessoa do gênero ficção científica com campanha para um jogador e modo deathmatch multijogador - A versão para PlayStation 2 incluiu um modo multijogador cooperativo exclusivo, Decay, desenvolvido pela Gearbox Software - A versão para Dreamcast foi cancelada |
| Team Fortress Classic Data(s) de lançamento original(is): WW: 7 de abril de 1999                                                            | Ano(s) de lançamento por plataforma: 1999 – Microsoft Windows 2013 – Linux, OS X |
| Team Fortress Classic Data(s) de lançamento original(is): WW: 7 de abril de 1999                                                            | Notas: - Jogo de tiro multijogador - Modificação de Half-Life - Remake do Team Fortress, um mod de Quake; seus desenvolvedores foram contratados pela Valve |
| Half-Life: Opposing Force Data(s) de lançamento original(is): AN: 19 de novembro de 1999 EU: 23 de novembro de 1999 JP: 14 de julho de 2000 | Ano(s) de lançamento por plataforma: 1999 – Microsoft Windows 2013 – Linux, OS X |
| Half-Life: Opposing Force Data(s) de lançamento original(is): AN: 19 de novembro de 1999 EU: 23 de novembro de 1999 JP: 14 de julho de 2000 | Notas: - Primeira expansão de Half-Life - Colaboração com a Gearbox Sofware |
| Counter-Strike Data(s) de lançamento original(is): WW: 9 de novembro de 2000                                                                | Ano(s) de lançamento por plataforma: 2000 – Microsoft Windows 2003 – Xbox 2013 – Linux, OS X |
| Counter-Strike Data(s) de lançamento original(is): WW: 9 de novembro de 2000                                                                | Notas: - Jogo de tiro multijogador - Modificação de Half-Life; seus desenvolvedores foram contratados pela Valve |
| Ricochet Data(s) de lançamento original(is): WW: 2000                                                                                       | Ano(s) de lançamento por plataforma: 2000 – Microsoft Windows 2013 – Linux, OS X |
| Ricochet Data(s) de lançamento original(is): WW: 2000                                                                                       | Notas: - Jogo multijogador com estética semelhante ao do filme Tron - Modificação de Half-Life |
| Deathmatch Classic Data(s) de lançamento original(is): WW: 7 de junho de 2001                                                               | Ano(s) de lançamento por plataforma: 2001 – Microsoft Windows 2013 – Linux, OS X |
| Deathmatch Classic Data(s) de lançamento original(is): WW: 7 de junho de 2001                                                               | Notas: - Modificação de Half-Life - Recriação do modo deathmatch do jogo de tiro em primeira pessoa Quake da Id Software no motor de jogo GoldSrc |
| Half-Life: Blue Shift Data(s) de lançamento original(is): AN: 12 de junho de 2001 EU: 12 de junho de 2001 JP: 22 de junho de 2001           | Ano(s) de lançamento por plataforma: 2001 – Microsoft Windows 2013 – Linux, OS X |
| Half-Life: Blue Shift Data(s) de lançamento original(is): AN: 12 de junho de 2001 EU: 12 de junho de 2001 JP: 22 de junho de 2001           | Notas: - Segunda expansão de Half-Life - Colaboração com a Gearbox Software - Originalmente planejado como um conteúdo adicional para o Half-Life no console Dreamcast antes de sua interrupção |
| Day of Defeat Data(s) de lançamento original(is): WW: 1 de maio de 2003                                                                     | Ano(s) de lançamento por plataforma: 2003 – Microsoft Windows 2013 – Linux, OS X |
| Day of Defeat Data(s) de lançamento original(is): WW: 1 de maio de 2003                                                                     | Notas: - Jogo de tiro multijogador baseado na Segunda Guerra Mundial - Modificação de Half-Life; seus desenvolvedores foram contratados pela Valve |
| Counter-Strike Neo Data(s) de lançamento original(is): JP: 2003                                                                             | Ano(s) de lançamento por plataforma: 2003 – Arcade |
| Counter-Strike Neo Data(s) de lançamento original(is): JP: 2003                                                                             | Notas: - Colaboração com a Namco |
| Counter-Strike: Condition Zero Data(s) de lançamento original(is): WW: 23 de março de 2004                                                  | Ano(s) de lançamento por plataforma: 2004 – Microsoft Windows 2013 – Linux, OS X |
| Counter-Strike: Condition Zero Data(s) de lançamento original(is): WW: 23 de março de 2004                                                  | Notas: - Colaboração com a Gearbox Software, Ritual Entertainment, Rogue Entertainment e a Turtle Rock Studios |
| Counter-Strike: Source Data(s) de lançamento original(is): WW: 16 de novembro de 2004                                                       | Ano(s) de lançamento por plataforma: 2004 – Microsoft Windows 2010 – Mac OS X 2013 – Linux |
| Counter-Strike: Source Data(s) de lançamento original(is): WW: 16 de novembro de 2004                                                       | Notas: - Remake do jogo Counter-Strike no motor de jogo Source |
| Half-Life: Source Data(s) de lançamento original(is): WW: 16 de novembro de 2004                                                            | Ano de lançamento por plataforma: 2004 – Microsoft Windows 2013 – Linux, OS X |
| Half-Life: Source Data(s) de lançamento original(is): WW: 16 de novembro de 2004                                                            | Notas: - Remasterização de Half-Life no motor de jogo Source |
| Half-Life 2 Data(s) de lançamento original(is): WW: 16 de novembro de 2004                                                                  | Ano de lançamento por plataforma: 2004 – Microsoft Windows 2005 – Xbox 2007 – Xbox 360, PlayStation 3 2010 – Mac OS X 2013 – Linux 2014 – Nvidia Shield |
| Half-Life 2 Data(s) de lançamento original(is): WW: 16 de novembro de 2004                                                                  | Notas: - Sequência de Half-Life - Posteriormente lançado na compilação The Orange Box |
| Half-Life 2: Deathmatch Data(s) de lançamento original(is): WW: 1 de dezembro de 2004                                                       | Ano de lançamento por plataforma: 2004 – Microsoft Windows 2010 – Mac OS X 2013 – Linux |
| Half-Life 2: Deathmatch Data(s) de lançamento original(is): WW: 1 de dezembro de 2004                                                       | Notas: - Componente independente para o modo multijogador de Half-Life 2 |
| Day of Defeat: Source Data(s) de lançamento original(is): WW: 26 de setembro de 2005                                                        | Ano de lançamento por plataforma: 2005 – Microsoft Windows 2010 – Mac OS X 2013 – Linux |
| Day of Defeat: Source Data(s) de lançamento original(is): WW: 26 de setembro de 2005                                                        | Notas: - Remake do jogo Day of Defeat no motor de jogo Source |
| Half-Life 2: Lost Coast Data(s) de lançamento original(is): WW: 27 de outubro de 2005                                                       | Ano de lançamento por plataforma: 2005 – Microsoft Windows 2013 – OS X, Linux |
| Half-Life 2: Lost Coast Data(s) de lançamento original(is): WW: 27 de outubro de 2005                                                       | Notas: - Uma fase adicional de Half-Life 2 lançada para demonstrar a renderização de longo alcance do motor de jogo Source |
| Half-Life 2: Episode One Data(s) de lançamento original(is): WW: 1 de junho de 2006                                                         | Ano de lançamento por plataforma: 2006 – Microsoft Windows 2007 – Xbox 360, PlayStation 3 2010 – Mac OS X 2013 – Linux 2014 – Nvidia Shield |
| Half-Life 2: Episode One Data(s) de lançamento original(is): WW: 1 de junho de 2006                                                         | Notas: - Primeira parte de uma trilogia de sequências planejadas para Half-Life 2 - Posteriormente lançado na compilação The Orange Box |
| Garry's Mod Data(s) de lançamento original(is): WW: 29 de novembro de 2006                                                                  | Ano de lançamento por plataforma: 2006 – Microsoft Windows 2010 – Mac OS X 2013 – Linux |
| Garry's Mod Data(s) de lançamento original(is): WW: 29 de novembro de 2006                                                                  | Notas: - Modificação de Half-Life 2 - Desenvolvido pela Facepunch Studios - Inicialmente lançado em 2004; a versão independente do jogo foi lançada em 2006 pela Valve |
| Half-Life 2: Survivor Data(s) de lançamento original(is): JP: 2006                                                                          | Ano de lançamento por plataforma: 2006 – Arcade |
| Half-Life 2: Survivor Data(s) de lançamento original(is): JP: 2006                                                                          | Notas: - Colaboração com a Taito |
| Half-Life 2: Episode Two Data(s) de lançamento original(is): WW: 10 de outubro de 2007                                                      | Ano de lançamento por plataforma: 2007 – Microsoft Windows, Xbox 360, PlayStation 3 2010 – Mac OS X 2013 – Linux 2015 – Nvidia Shield |
| Half-Life 2: Episode Two Data(s) de lançamento original(is): WW: 10 de outubro de 2007                                                      | Notas: - Segunda parte de uma trilogia de sequências planejadas para Half-Life 2 - Lançado na compilação The Orange Box |
| Portal Data(s) de lançamento original(is): WW: 10 de outubro de 2007                                                                        | Ano de lançamento por plataforma: 2007 – Microsoft Windows, Xbox 360, PlayStation 3 2010 – Mac OS X 2013 – Linux 2014 – Nvidia Shield |
| Portal Data(s) de lançamento original(is): WW: 10 de outubro de 2007                                                                        | Notas: - Jogo de plataforma e quebra-cabeça em primeira pessoa - Desenvolvido por uma equipe de graduados do DigiPen Institute of Technology contratados pela Valve para desenvolver um sucessor do jogo Narbacular Drop - Lançado na compilação The Orange Box                                                                              |
| Team Fortress 2 Data(s) de lançamento original(is): WW: 10 de outubro de 2007                                                               | Ano de lançamento por plataforma: 2007 – Microsoft Windows, Xbox 360, PlayStation 3 2010 – Mac OS X |
| Team Fortress 2 Data(s) de lançamento original(is): WW: 10 de outubro de 2007                                                               | Notas: - Sequência de Team Fortress Classic - Lançado na compilação The Orange Box - Alterado para jogo free-to-play em junho de 2011 |
| The Orange Box Data(s) de lançamento original(is): WW: 10 de outubro de 2007                                                                | Ano de lançamento por plataforma: 2007 – Microsoft Windows, Xbox 360, PlayStation 3 |
| The Orange Box Data(s) de lançamento original(is): WW: 10 de outubro de 2007                                                                | Notas: - Uma compilação de jogos incluindo Half-Life 2, Half-Life 2: Episode One, Half-Life 2: Episode Two, Portal e Team Fortress 2 - Recebeu um port para PlayStation 3 pela Electronic Arts |
| Counter-Strike Online Data(s) de lançamento original(is): COR: Janeiro de 2008 TW: Julho de 2008 CHN: Novembro de 2008 JP: Agosto de 2009   | Ano de lançamento por plataforma: 2008 – Microsoft Windows |
| Counter-Strike Online Data(s) de lançamento original(is): COR: Janeiro de 2008 TW: Julho de 2008 CHN: Novembro de 2008 JP: Agosto de 2009   | Notas: - Colaboração com a Nexon |
| Left 4 Dead Data(s) de lançamento original(is): WW: 17 de novembro de 2008                                                                  | Ano de lançamento por plataforma: 2008 – Microsoft Windows, Xbox 360 2010 – Mac OS X |
| Left 4 Dead Data(s) de lançamento original(is): WW: 17 de novembro de 2008                                                                  | Notas: - Jogo de tiro em primeira pessoa cooperativo situado em um apocalipse zumbi - Desenvolvido pela Turtle Rock Studios, que foi adquirida pela Valve para o lançamento de Left 4 Dead |
| Left 4 Dead 2 Data(s) de lançamento original(is): WW: 17 de novembro de 2009                                                                | Ano de lançamento por plataforma: 2009 – Microsoft Windows, Xbox 360 2010 – Mac OS X 2013 – Linux |
| Left 4 Dead 2 Data(s) de lançamento original(is): WW: 17 de novembro de 2009                                                                | Notas: - Sequência de Left 4 Dead |
| Alien Swarm Data(s) de lançamento original(is): WW: 19 de julho de 2010                                                                     | Ano de lançamento por plataforma: 2010 – Microsoft Windows |
| Alien Swarm Data(s) de lançamento original(is): WW: 19 de julho de 2010                                                                     | Notas: - Jogo shoot 'em up cooperativo - Remake da modificação Alien Swarm do jogo Unreal Tournament 2004; os desenvolvedores foram contratados pela Valve - Lançado gratuitamente juntamente com o código completo do jogo e suas ferramentas de modificação                                                                                |
| Portal 2 Data(s) de lançamento original(is): WW: 18 de abril de 2011                                                                        | Ano de lançamento por plataforma: 2011 – Mac OS X, Microsoft Windows, PlayStation 3, Xbox 360 2014 – Linux |
| Portal 2 Data(s) de lançamento original(is): WW: 18 de abril de 2011                                                                        | Notas: - Sequência de Portal - Apresenta jogabilidade multiplataforma entre as versões de PC e PlayStation 3 - A Valve contratou os desenvolvedores do jogo Tag: The Power of Paint para contribuírem no projeto de Portal 2 |
| Counter-Strike: Global Offensive Data(s) de lançamento original(is): WW: 21 de agosto de 2012                                               | Ano de lançamento por plataforma: 2012 – Mac OS X, PlayStation 3, Microsoft Windows, Xbox 360 2014 – Linux |
| Counter-Strike: Global Offensive Data(s) de lançamento original(is): WW: 21 de agosto de 2012                                               | Notas: - Colaboração com a Hidden Path Entertainment |
| Dota 2 Data(s) de lançamento original(is): WW: 9 de julho de 2013                                                                           | Ano de lançamento por plataforma: 2013 – Microsoft Windows, Linux, ,Mac OS X |
| Dota 2 Data(s) de lançamento original(is): WW: 9 de julho de 2013                                                                           | Notas: - Jogo do gênero multiplayer online battle arena - Sequência da modificação Defense of the Ancients do jogo Warcraft III; seu principal designer gráfico, IceFrog, foi contratado pela Valve - A versão beta foi lançada em 2011 |
| Counter-Strike Online 2 Data(s) de lançamento original(is): COR: 2013                                                                       | Ano de lançamento por plataforma: 2013 – Microsoft Windows |
| Counter-Strike Online 2 Data(s) de lançamento original(is): COR: 2013                                                                       | Notas: - Colaboração com a Nexon |
| Counter-Strike Nexon: Zombies Data(s) de lançamento original(is): WW: 7 de outubro de 2014                                                  | Ano de lançamento por plataforma: 2014 – Microsoft Windows |
| Counter-Strike Nexon: Zombies Data(s) de lançamento original(is): WW: 7 de outubro de 2014                                                  | Notas: - Jogo de tiro free-to-play com temática de zumbis - Colaboração com a Nexon |
| Left 4 Dead: Survivors Data(s) de lançamento original(is): JP: 10 de dezembro de 2014                                                       | Ano de lançamento por plataforma: 2014 – Arcade |
| Left 4 Dead: Survivors Data(s) de lançamento original(is): JP: 10 de dezembro de 2014                                                       | Notas: - Colaboração com a Taito |
| The Lab Data(s) de lançamento original(is): WW: 5 de abril de 2016                                                                          | Ano de lançamento por plataforma: 2016 – Microsoft Windows |
| The Lab Data(s) de lançamento original(is): WW: 5 de abril de 2016                                                                          | Notas: - Jogo de realidade virtual lançado gratuitamente para apoiar o lançamento do óculos de realidade virtual HTC Vive - Compilação de oito minijogos situados em grande parte no universo de Portal |
| Artifact Data(s) de lançamento original(is): WW: 28 de novembro de 2018                                                                     | Ano de lançamento por plataforma: 2018 – Microsoft Windows, Mac OS X, Linux 2019 – iOS, Android |
| Artifact Data(s) de lançamento original(is): WW: 28 de novembro de 2018                                                                     | Notas: - Jogo de cartas colecionáveis digitais baseado em elementos de Dota 2 - Utiliza o motor de jogo Source 2 - O design foi feito por Richard Garfield, o criador do jogo Magic: The Gathering |

## Jogos cancelados
Vários jogos anunciados em estado de desenvolvimento pela Valve foram suspensos por tempo indefinido. Além disso, detalhes sobre vários projetos nunca anunciados da Valve foram revelados ou vazaram muito depois do seu cancelamento.
- Prospero – Um jogo de exploração em terceira pessoa com tema de fantasia científica. O projeto estava em desenvolvimento simultâneo com o de Half-Life.[131] Eventualmente, a equipe de desenvolvimento de Prospero transitaram para trabalhar em Half-Life, que havia ganhado força.[132]
- Half-Life 2: Episode Three – Anunciado em 2006 com uma data de lançamento prevista para o final de 2007, este jogo supostamente continuaria a história de Half-Life 2: Episode Two. Episode Three acabou atrasando sua data de lançamento e a Valve parou de discutir o projeto no início de 2010. Posteriormente o jogo foi classificado como um vaporware.[80][133]
- Half-Life 2: Episode Four – Também conhecido como Return to Ravenholm, este projeto estava em desenvolvimento pela Arkane Studios entre 2006 e 2007, no entanto a Valve decidiu não levar o projeto adiante.[80][134] Em 2012 o roteirista da Valve, Marc Laidlaw, confirmou rumores sobre a existência do projeto e capturas de tela dentro do jogo surgiram em 2013.[134]
- Episódio sem título de Half-Life 2 – Em novembro de 2005, a Junction Point Studios anunciou que estava trabalhando em um jogo em parceria com a Valve.[135] Em abril de 2015, Warren Spector, fundador da Junction Point, revelou que o projeto era um episódio de Half-Life 2. O desenvolvimento do jogo foi encerrado quando foi divulgada a notícia de que a Junction Point havia assinado um contrato com a Disney Interactive Studios para desenvolver Epic Mickey.[136]
- Jogo de RPG sem título – Um RPG de ação e fantasia sobre fadas que estava em fase de protótipo e foi cancelado antes do lançamento de Left 4 Dead.[137]
- The Crossing – Um jogo de tiro em primeira pessoa desenvolvido em colaboração com a Arkane Studios. O projeto foi anunciado em 2007 e suspenso em maio de 2009.[138]
- Stars of Blood – Um jogo com temática de piratas espaciais. Em novembro de 2012, Gabe Newell revelou o nome do projeto e confirmou que o mesmo não estava mais em desenvolvimento.[139]